# فهرست آثار فرهاد فخرالدینی

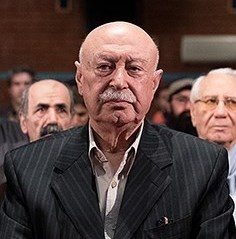
فرهاد فخرالدینی

فرهاد فخرالدینی زنوز (زادهٔ ۲۱ اسفند ۱۳۱۶ در گده‌بی، نزدیک به گنجه در آذربایجان شوروی)  موسیقی‌دان، آهنگساز و رهبر ارکستر اهل ایران است. در این مقاله به فهرستی از آثار فرهاد فخرالدینی اشاره می‌شود. 

## آثار

### آلبوم‌ها[۱]
| سال انتشار | نام                           | آهنگساز         | تنظیم‌کننده      | خواننده                   | ناشر                                             | توضیح |
| ---------- | ----------------------------- | --------------- | --------------- | ------------------------- | ------------------------------------------------ | ----- |
| ۱۳۶۸       | یاد یار مهربان                | فرهاد فخرالدینی | فرهاد فخرالدینی | کاوه دیلمی                | موسسه فرهنگی‌هنری ماهور                           | [الف] |
| ۱۳۷۴       | غزلیات مولوی                  | فرهاد فخرالدینی | فرهاد فخرالدینی | -                         | موسسه فرهنگی‌هنری ماهور                           | [ب]   |
| ۱۳۷۵       | امام علی (ع)                  | فرهاد فخرالدینی | فرهاد فخرالدینی | صدیق تعریف                | سروش                                             | [پ]   |
| ۱۳۷۸       | کیف انگلیسی                   | فرهاد فخرالدینی | فرهاد فخرالدینی | علیرضا قربانی             | سروش                                             | [ت]   |
| ۱۳۷۹       | مسافر ری                      | فرهاد فخرالدینی | فرهاد فخرالدینی | -                         | سروش                                             | [ث]   |
| ۱۳۷۹       | اشتیاق                        | فرهاد فخرالدینی | فرهاد فخرالدینی | علیرضا قربانی             | سروش                                             | [ج]   |
| ۱۳۸۳       | سرود کتاب و سرود دانش         | فرهاد فخرالدینی | فرهاد فخرالدینی | علیرضا قربانی             | سازمان اسناد و کتابخانه‌ی ملی جمهوری اسلامی ایران | [چ]   |
| ۱۳۸۷       | شعرهای نیما                   | فرهاد فخرالدینی | فرهاد فخرالدینی | -                         | موسسه فرهنگی‌هنری ماهور                           | [ح]   |
| ۱۳۸۹       | غزلیات حافظ                   | فرهاد فخرالدینی | فرهاد فخرالدینی | -                         | موسسه فرهنگی‌هنری ماهور                           | [ح]   |
|            | رامشگران                      | فرهاد فخرالدینی |                 | کاوه دیلمی                |                                                  | [خ]   |
|            | کنسرت ارکستر موسیقی ملی ایران |                 |                 | سالار عقیلی، رشید وطن‌دوست |                                                  | [د]   |
|            | عصر کودکی                     |                 | فرهاد فخرالدینی | سالار عقیلی               |                                                  | [ذ]   |
|            | ای کبوتر                      |                 | فرهاد فخرالدینی | علیرضا قربانی             |                                                  | [ر]   |

### ترانه‌ها
| ترانه                          | خواننده                    | ترانه‌سرا             | آهنگساز         | تنظیم‌کننده      | توضیح                                              | منبع |
| ------------------------------ | -------------------------- | -------------------- | --------------- | --------------- | -------------------------------------------------- | ---- |
| اگر دستم رسد روزی (مرغ سخندان) | محمدرضا شجریان             | سعدی                 | فرهاد فخرالدینی | فرهاد فخرالدینی | گل‌های تازه شماره ۱۷۱                               | [۲]  |
| خاکستر                         | محمدرضا شجریان             | صفای اصفهانی         | محمدرضا شجریان  | فرهاد فخرالدینی | گل‌های تازه شماره ۱۷۶                               | [۳]  |
| سوگند                          | محمدرضا شجریان             | مسعود محمودی         | سلیم فَرزان      | فرهاد فخرالدینی |                                                    |      |
| داروگ                          | محمدرضا شجریان             | نیما یوشیج           | مصطفی کسروی     | فرهاد فخرالدینی |                                                    |      |
| موج                            | محمدرضا شجریان             | فریدون مشیری         | فرهاد فخرالدینی | فرهاد فخرالدینی | اجرای ارکستر موسیقی ملی ایران در کنسرت کاخ چهلستون | [۴]  |
| نیایش                          | محمدرضا شجریان             | فریدون مشیری         | فرهاد فخرالدینی | فرهاد فخرالدینی | اجرای ارکستر موسیقی ملی ایران در کنسرت کاخ چهلستون | [۴]  |
| بوی زلف یارم آمد               | سیما بینا                  | عطار نیشابوری        | فرهاد فخرالدینی |                 |                                                    |      |
| درد گنگ                        | سیما بینا                  | هوشنگ ابتهاج         |                 | فرهاد فخرالدینی |                                                    |      |
| کولی باران                     | سیما بینا                  | قدمعلی سرامی         | حسن یوسف‌زمانی   | فرهاد فخرالدینی |                                                    |      |
| اشتیاق                         | سیما بینا                  | فریدون مشیری         | فرهاد فخرالدینی |                 |                                                    |      |
| تا کِی بمانم                    | سیما بینا                  | آذر صراف‌پور          | کاسعلی اکبرپور  | فرهاد فخرالدینی | گلچین هفته شماره ۲                                 |      |
| دامن‌کشان (کُردی)                | سیما بینا                  |                      | حسن کامکار      | فرهاد فخرالدینی |                                                    |      |
| کوچه‌باغ راز                    | نادر گلچین                 | قدمعلی سرامی         | حسن یوسف‌زمانی   | فرهاد فخرالدینی |                                                    |      |
| با بهاران                      | نادر گلچین                 | عماد خراسانی         | رضاقلی ملکی     | فرهاد فخرالدینی |                                                    |      |
| رفتی به سلامت                  | نادر گلچین                 | رحیم معینی کرمانشاهی | محمود قراملکی   | فرهاد فخرالدینی |                                                    |      |
| دختر خورشید                    | نادر گلچین                 | فریدون مشیری         | حسن یوسف‌زمانی   | فرهاد فخرالدینی |                                                    |      |
| آخرین جرعه جام                 | نادر گلچین                 | فریدون مشیری         | فرهاد فخرالدینی |                 |                                                    |      |
| آمد نوبهار                     | نادر گلچین                 | نواب صفا             | مهدی خالدی      | فرهاد فخرالدینی |                                                    |      |
| باغ آتشین                      | سیما مافیها                | عبدالله الفت         | کاسعلی اکبرپور  | فرهاد فخرالدینی |                                                    |      |
| جدایی                          | سالار عقیلی                |                      | فرهاد فخرالدینی |                 |                                                    |      |
| برای دخترم بهار                | مرضیه                      | فریدون مشیری         | فرهاد فخرالدینی | فرهاد فخرالدینی | گلچین هفته شماره ۳                                 |      |
| موج                            | مرضیه                      | فریدون مشیری         | فرهاد فخرالدینی |                 |                                                    |      |
| گذر عمر                        | مرضیه                      | فریدون مشیری         | فرهاد فخرالدینی |                 |                                                    |      |
| یک امشبی که در آغوش شاهد شکرم  | عبدالوهاب شهیدی، سیما بینا | سیمین بهبهانی، سعدی  | سلیم فَرزان      | فرهاد فخرالدینی | گل‌های رنگارنگ ۵۷۷                                  | [۵]  |
| دل من چون پرستوی بهاری است     | عبدالوهاب شهیدی            | فریدون مشیری         | فرهاد فخرالدینی |                 | گل‌های تازه شماره ۱۱۴                               | [۶]  |
| سرود بهار (بوی باران)          | فریدون فرهی                | فریدون مشیری         | فرهاد فخرالدینی |                 |                                                    |      |
| دلتنگی                         | سیمین غانم                 | پدرام                | شاملو کاربند    | فرهاد فخرالدینی | گلچین هفته شماره ۸۲                                |      |
| قیلم ملت                       | گروه کُر                    | رحیم معینی کرمانشاهی | علی تجویدی      | فرهاد فخرالدینی |                                                    | [۷]  |
| چشمه‌سار                        | گروه کُر                    | حمید حمزه            | حسین علیزاده    | فرهاد فخرالدینی |                                                    | [۸]  |
| کارگر                          | گروه کُر                    | سپیده کاشانی         | فرهاد فخرالدینی | فرهاد فخرالدینی |                                                    | [۹]  |
| رها                            | علی سواری                  | محمدعلی شیرازی       | سیروس حدادی     | فرهاد فخرالدینی |                                                    | [۱۰] |

## یادداشت
1. ↑  اجرا با گروه شیدا و عارف به سرپرستی حسین علیزاده
2. ↑  گوینده‌ی این اثر احمد شاملو می‌باشد
3. ↑  موسیقی متن سریال «امام علی (ع)»
4. ↑  موسیقی متن سریال «کیف انگلیسی»
5. ↑  موسیقی متن سریال «مسافر ری»
6. ↑  اجرا با ارکستر موسیقی ملی ایران
7. ↑  اجرا به‌همراه ارکستر موسیقی ملی ایران به رهبری فرهاد فخرالدینی
8. ↑  گوینده‌ی این اثر احمد شاملو می‌باشد
9. ↑  اجرا با گروه شیدا به سرپرستی پشنگ کامکار
10. ↑  این کنسرت در دو بخش و به دو زبان فارسی و آذری به رهبری فخرالدینی اجرا شده است
11. ↑  اجرای زنده ارکستر موسیقی ملی به رهبری فرهاد فخرالدینی
12. ↑  اجرا با ارکستر موسیقی ملی ایران